# Odontonema bracteolatum
Odontonema bracteolatum är en akantusväxtart som först beskrevs av Nikolaus Joseph von Jacquin, och fick sitt nu gällande namn av Carl Ernst Otto Kuntze. Odontonema bracteolatum ingår i släktet Odontonema och familjen akantusväxter. Inga underarter finns listade i Catalogue of Life.